# Amphoridium gracile
Amphoridium gracile là một loài rêu trong họ Orthotrichaceae. Loài này được (Wilson) De Not. mô tả khoa học đầu tiên năm 1869.